# Sikorsky UH-60
Der Sikorsky UH-60 Black Hawk ist ein mittelschwerer Transporthubschrauber. Er wird seit 1978 in verschiedenen, hauptsächlich militärischen Versionen von dem US-amerikanischen Hersteller Sikorsky Aircraft Corporation produziert. Die Typnummer UH-60 des US-Militärs wird auch für Exportexemplare verwendet, die im Rahmen des Foreign Military Sales Programme über die US-Regierung verkauft werden, während direkt bei Sikorsky bestellte Exemplare die Sikorsky-Baureihennummer S-70 erhalten.

## Entwicklungsgeschichte
Anfang 1970 benötigte die US Army einen Ersatz für den leichten Mehrzweckhubschrauber Bell UH-1 „Iroquois“, der sich im Vietnamkrieg zwar bewährt hatte, aber doch mehrere entscheidende Mängel wie die mangelhafte Selbstschutzmöglichkeit und die für manche Missionen zu geringe Nutzlast und Reichweite aufwies.
Die Army initiierte deshalb 1972 einen Wettbewerb zur Konstruktion eines mittelschweren taktischen Transporthubschraubers. Aus dieser Ausschreibung ging am 23. Dezember 1976 die Firma Sikorsky mit ihrem Modell YUH-60 gegen Boeings YUH-61 als Sieger hervor. Der Erstflug des ersten von drei YUH-60 fand am 17. Oktober 1974 mit den Testpiloten James Wright und John Dixson an Bord statt. Der Hubschrauber konnte mit nur unwesentlichen Änderungen als UH-60A Black Hawk in die Serienproduktion gehen. Beim Prototyp hatte die zwecks Luftverlastbarkeit tiefe Anbringung des Hauptrotors zu Vibrationsproblemen geführt. In der Serie wurde der Hauptrotor daher höher über dem Rumpf angebracht, war aber durch eine demontierbare Wellenverlängerung absenkbar. Durch seine feststehende Höhenflosse zeigte der Prototyp bei Landungen eine starke Tendenz, die Nase hochzunehmen, wobei der Pilot die Sicht zum Boden verlor. In der Serie wurde deshalb eine automatische Verstellung der Höhenflosse realisiert. Die SH-60B wurde Anfang 1978 von der Marine als neuer Hubschrauber gewählt. Die erste Serienversion der UH-60A startete am 17. Oktober 1978 zu ihrem Erstflug und wurde im Juni 1979 an die 101st Airborne Division ausgeliefert. Von diesem Typ wurden von 1978 bis 1989 980 Hubschrauber an die Army ausgeliefert, bis die verbesserte UH-60L diesen ablöste.

## Technischer Aufbau

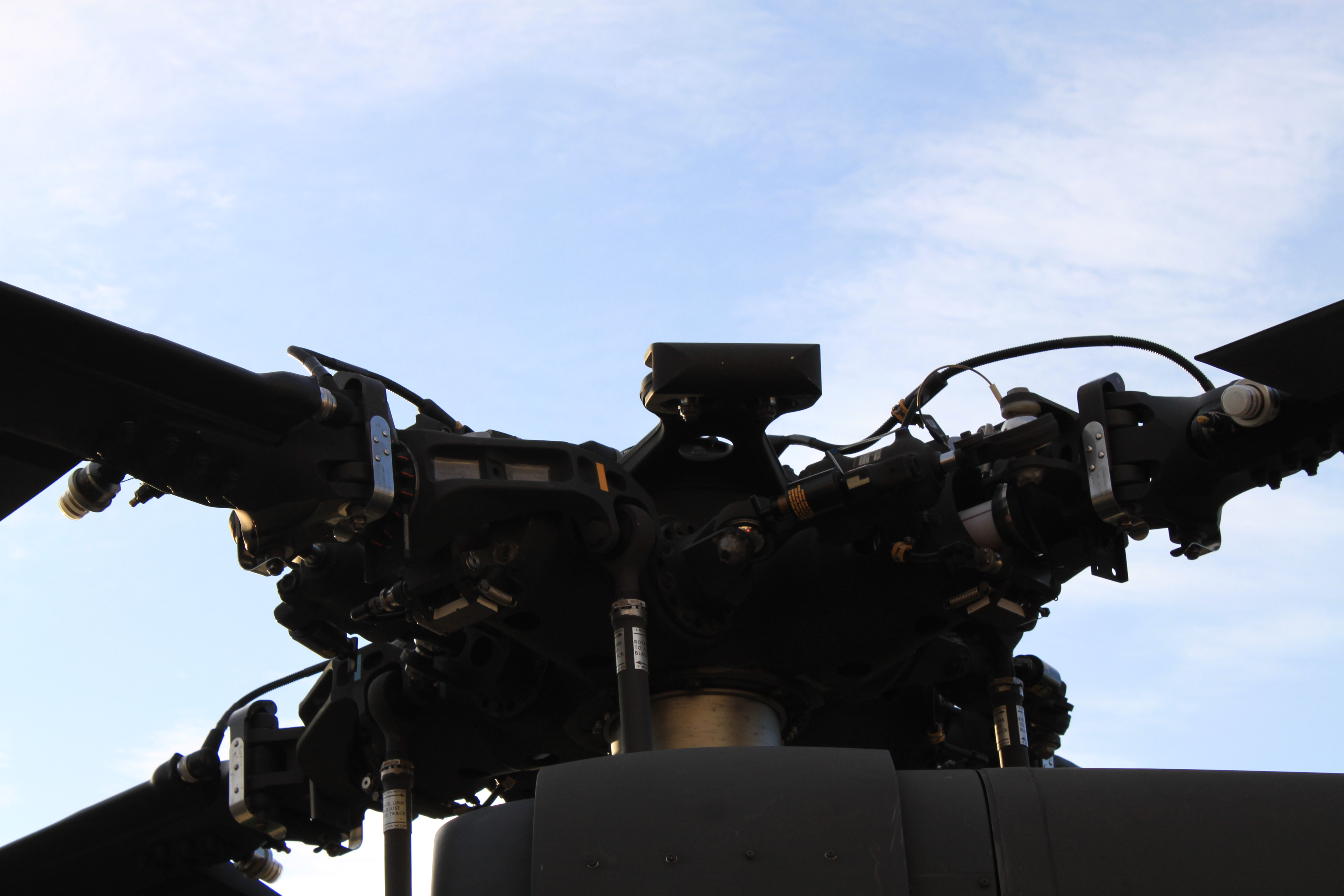
Rotorkopf des UH-60

Die Modelle der Black-Hawk-Reihe sind in konventioneller Heckrotor-Konfiguration aufgebaut und haben zwei Wellentriebwerke. Das feststehende Fahrwerk ist in Spornradanordnung ausgeführt. Der Hauptrotor dreht in der Draufsicht nach links und hat vier Rotorblätter, diese sind als Sandwichplatte mit Wabenkern und einer GFK-Außenhaut ausgeführt; der eingebettete Holm besteht aus Titan. Die Rotornabe ist in einem Stück aus Titan geschmiedet. Ein wesentlicher Gesichtspunkt bei der Entwicklung des Black Hawk war die Widerstandsfähigkeit im Gefecht. Praktisch der gesamte Hubschrauber inklusive der Rotoren ist so ausgelegt, dass er trotz mäßigen Beschusses aus 23-mm-Kanonen seinen Auftrag noch weiter erfüllen kann. Dadurch kann der Black Hawk beispielsweise auch bei Verlust des Hauptgetriebeöldrucks noch bis zu einer Stunde weiterfliegen.
Auffallend ist eine konstruktive Besonderheit bei der Anordnung des Heckrotors, dessen Achse gegenüber der Waagrechten um 20° geneigt ist. Somit erzeugt der Heckrotor nicht wie bei herkömmlichen Systemen ausschließlich Gegendrehmoment, sondern auch eine zusätzliche Auftriebs-Komponente. Damit wird erreicht, dass der Heckrotor ca. 2,5 % des Gesamtauftriebs (250 lbs bei Höchstabfluggewicht) erzeugt. Bei einer Beschädigung der Heckrotor-Ansteuerung wird durch einen Federmechanismus der Einstellwinkel des Heckrotors automatisch justiert, um das bei Nennleistung erzeugte Hauptrotor-Drehmoment auszugleichen. Damit ist bei einem Steuerbarkeitsausfall des Heckrotors eine sichere Landung möglich.

## Black-Hawk-Varianten

### AH-60L Direct Action Penetrator (DAP)

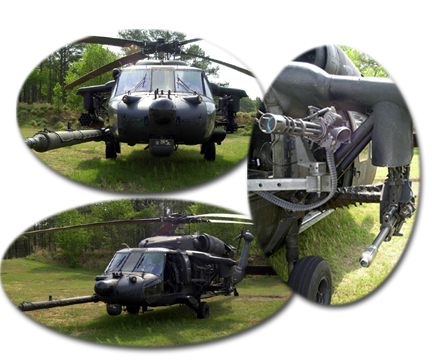
AH-60L Direct Action Penetrator (DAP)

Entwickelt 1990 aus der MH-60L als Kampfhubschrauber für das 160th SOAR. Als Urheber des Konzepts wird Cliff Wolcott angegeben, der bis zu seinem Tod dem Systems Integration and Management Office (SIMO) angehörte, das sich mit Modernisierungsmöglichkeiten der Hubschrauber beschäftigte. Die AH-60L kann an ihren Waffenstationen je nach Auftrag mit einer 30-mm-Maschinenkanone M230, verschiedenen ungelenkten Raketen des Typs FFAR, Luft-Boden-Raketen vom Typ AGM-114 Hellfire, Flugabwehr-Raketen vom Typ FIM-92 Stinger, M134-Gatling und Maschinengewehren vom Kaliber 7,62 mm ausgerüstet werden. Eingesetzt wird sie ausschließlich zur Feuerunterstützung. Der Ersteinsatz erfolgte während des Zweiten Golfkrieges.

### EH-60A Quick Fix
Der Quick Fix wurde von der US Army für die elektronische Kampfführung mit verschiedenen Störsendern ausgerüstet, um feindlichen Funk und Radar unwirksam zu machen. Der Prototyp YEH-60A flog am 24. September 1981 erstmals. Die Lieferung der EH-60A begann ab Juli 1987, es wurden 66 Stück gebaut.

### HH-60 MedEvac
Die HH-60 MedEvac (auch als HH-60M bezeichnet) ist eine modifizierte Variante der UH-60 zum medizinischen Transport (MedEvac). Ausgerüstet mit sechs Tragen, medizinischer Ausstattung und einer Rettungsseilwinde. In der Version Q wurde ein FLIR-Sichtsystem und eine TACAN-Navigationsanlage eingebaut. Der Erstflug war am 31. Januar 1993.

### HH-60G Pave Hawk (ehemalig MH-60G)

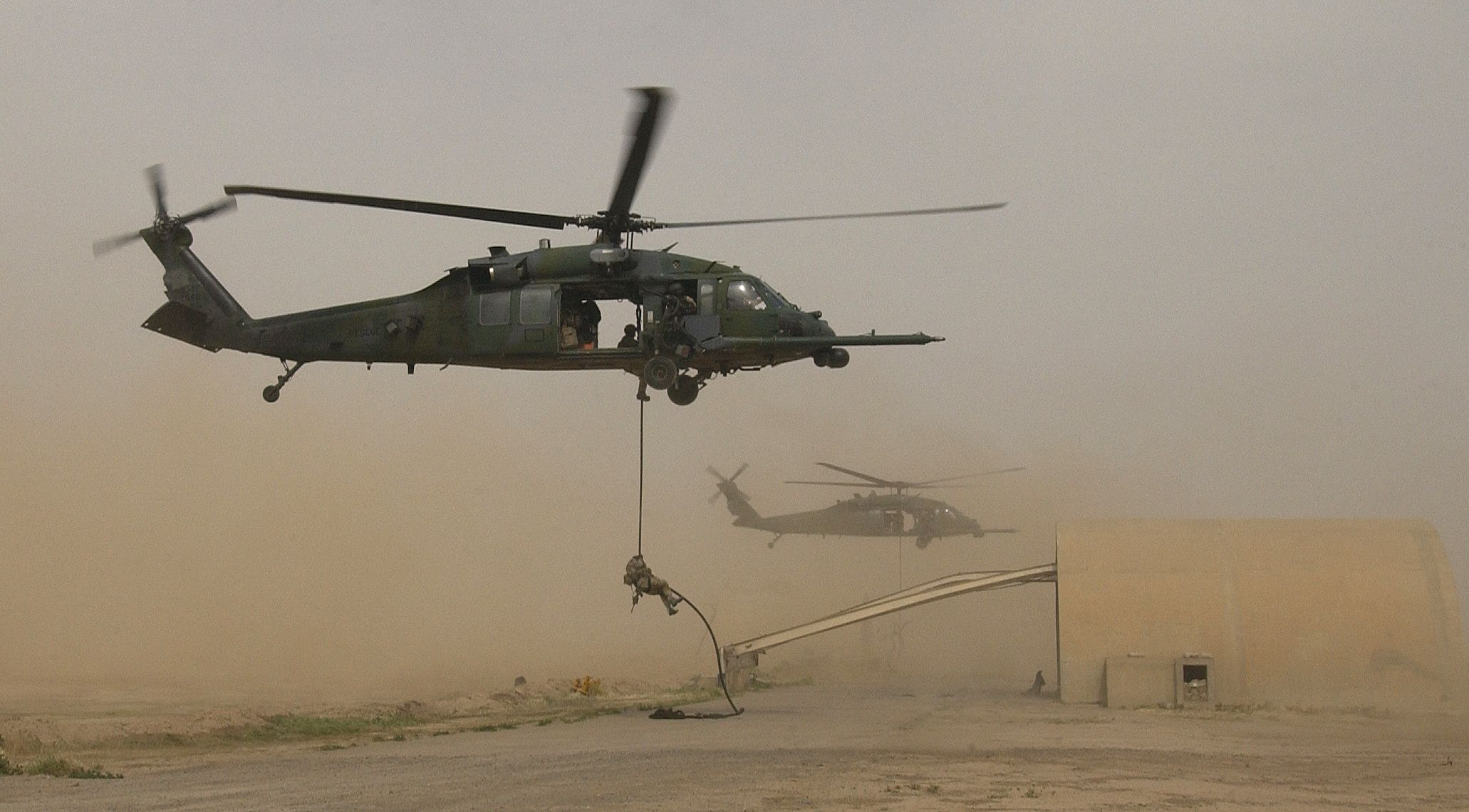
HH-60G Pave Hawk der US Air Force im Irak

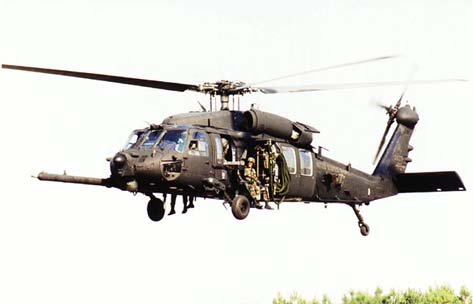
MH-60K Black Hawk

Eingesetzt bei der US-Nationalgarde und der Air-Force-Reserve dient die „Pave Hawk“ als Rettungshubschrauber für SAR-Einsätze. Bei der US Air Force wird sie zusätzlich für CSAR-Missionen und für den Transport von Spezialtruppen (Pararescue Jumper, Navy SEALs) verwendet. Für diese Aufgaben ist die HH-60G leistungs- und reichweitengesteigert und mit einer abhörsicheren Satellitenkommunikationsanlage ausgerüstet. Durch ihr Doppler-/INS-Navigationssystem, das Honeywell-AN/APN-239-Wetter-/Geländefolgeradar und ein Raytheon AN/AAQ-16-FLIR-Sichtsystem ist sie voll nachteinsatz- und allwettertauglich. Je nach Auftrag kann sie an den Bordschützenplätzen mit einer M134/GAU-2B-Gatling (7,62 mm) oder einem M60D-Maschinengewehr (7,62 mm) und zusätzlich an den Türen mit einem GAU-16A/GAU-18A-Maschinengewehr (12,7 mm) – montiert auf einer M144-Schwenkvorrichtung – zur Selbstverteidigung bewaffnet werden. Im vorderen Bereich ist sie an der für Luftbetankungen erforderlichen Betankungssonde und an der Unterseite am angebrachten Bergungshaken erkennbar. Die Ausbaustufe Block 162 hat einen modifizierten Chaff/Flare Dispenser (Täuschkörperanlage) und ein überarbeitetes Navigations- und Kommunikationssystem. Das Radar wurde wie bei der MH-60K Black Hawk von links unten in die Mitte verlegt. Im Jahr 1992 wurden alle MH-60G in HH-60G umbenannt.

### MH-60 Black Hawk
Eingesetzt in zwei Varianten vom 160th SOAR zum Transport von Spezialeinheiten. Die Variante K (Erstflug 10. August 1990) ist mit einer Luftbetankungssonde, Aufnahmepunkten für externe Treibstofftanks, Multifunktionsbildschirmen, AN/ARN-148-Omega/VLF-Navigationsanlage, AN/APQ-174B-Terrainfolgeradar, FLIR-Sichtgerät, IR-Störgerät, M-130-Chaff/Flare-Dispenser, Laserzielgerät und Drahtabweiser ausgestattet. Die Variante L ist eine kostengünstigere Version ohne Luftbetankungssonde und mit Wetterradar. Für die Bordschützen stehen je Seite ein M240D-Maschinengewehr oder M134-Gatling zur Verfügung.

### S-70 Black Hawk

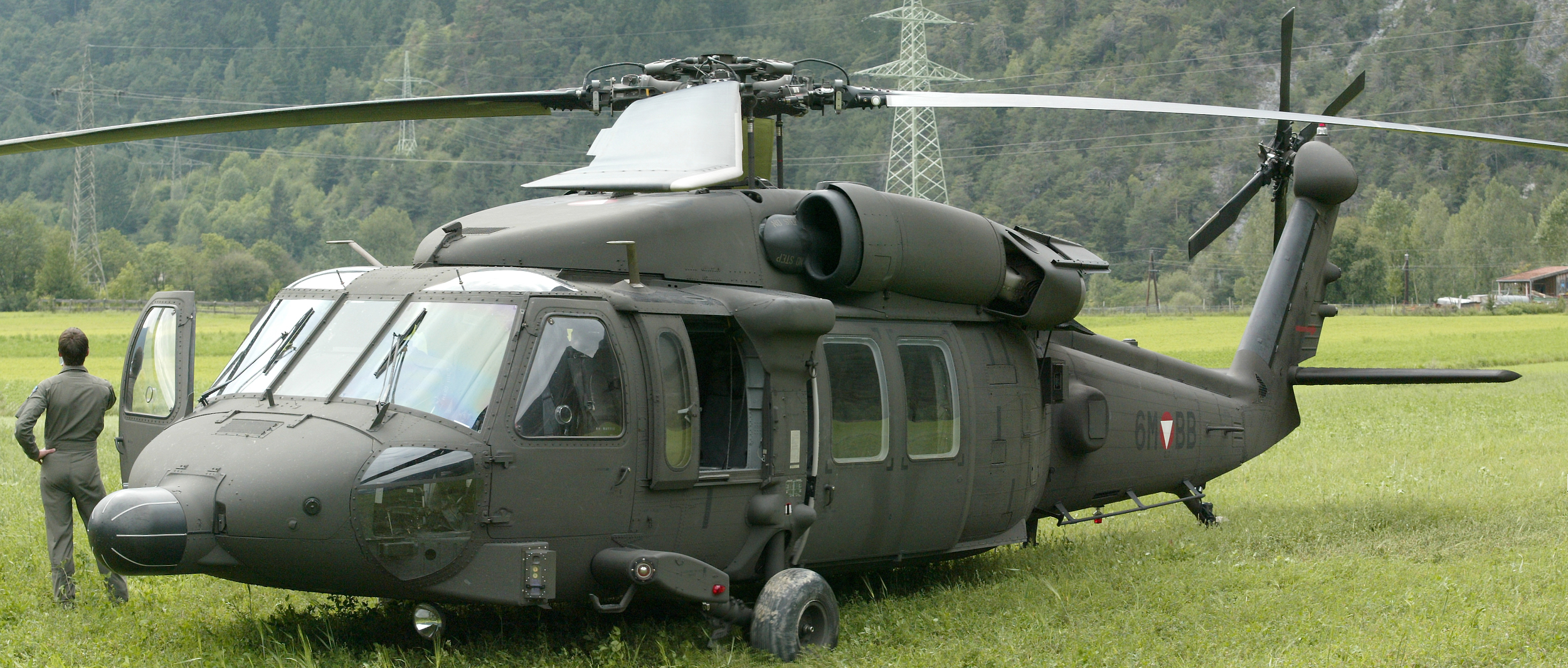
S-70 des Österreichischen Bundesheers

Die US-Militärvarianten der H-60 wurden um die Serie der S-70-Derivate erweitert, die speziell für den internationalen Markt vorgesehen sind. Nutzer dieser Version sind beispielsweise das Österreichische Bundesheer (Österreich), die Australian Defence Force (Australien) und Saudi-Arabien. Exporte über die US-Regierung im Rahmen der „Foreign Military Sales“ tragen die Bezeichnung H-60.
Am 4. April 2020 wurden 2 der Fluggeräte jeweils mit einem 3000 Liter fassenden Wasserbehälter zum Löschen eines mehrere Quadratkilometer großen Brands des Schilfgürtels des Neusiedlersees eingesetzt.

### S-70 Yanshuf
Unter der Bezeichnung S-70 „Yanshuf“ (Nachteule) wurde ab Juni 2007 eine S-70 bei der israelischen Firma Elbit zu einer bewaffneten Version Armed Battlefield Helicopter (ABH) umgerüstet. Dazu wurden seitliche Außenlastträger zur Aufnahme von Raketen und am Bug zusätzliche Sensoren sowie eine schwenkbare Kanone verbaut. Der Erstflug fand am 10. September 2008 statt.

### S-70i Black Hawk
Eine weitere Version der Black Hawk ist die in Polen bei PZL Mielec – einem Tochterunternehmen von Sikorsky – hergestellte S-70i; sie hatte am 1. Juli 2010 ihren Erstflug. Die ersten drei Hubschrauber wurden Mitte 2011 an das Innenministerium von Saudi-Arabien ausgeliefert.

### S-70M Black Hawk
Die neueste zivile zertifizierte Version der Black Hawk ist die ebenfalls in Polen bei PZL Mielec hergestellte S-70M. (Stand: April 2024) Die auf Basis der S-70i weiterentwickelte Variante mit einem digitalen Cockpit und GE-701D-Triebwerken entspricht im Wesentlichen den US-produzierten militärischen UH-60M. Sie flog erstmals im Jahr 2020. Das erste Exemplar auf Basis der S-70M erhielt 2021 der Versorger San Diego Gas & Electric (SDG&E).

### T-70 Black Hawk
2011 kaufte die Türkei für 2,9 Mrd. Euro 109 als T-70 bezeichnete speziell für die Türkei angepasste S-70i für alle Streitkräfte, die Polizei und Feuerlöscheinheiten. Die Unterzeichnung des Kaufvertrages erfolgte allerdings erst 2016. Die T-70 soll von der Turkish Aerospace Industry (TAI) hergestellt und ausgestattet werden, einheimische Lieferanten sind unter anderem Turkish Engine Industries (TEI), Aselsan und Alp Aviation. Die T-70 wird ausschließlich aus türkischen Ressourcen ausgestattet und verbessert. Danach wird TAI das Muster auch für den Export anbieten.

### UH-60A Black Hawk
Die erste Serienproduktion; von diesem Typ wurden 980 Hubschrauber von 1978 bis 1989 an die US Army ausgeliefert. Die UH-60 kann elf voll ausgerüstete Soldaten aufnehmen. Die Typbezeichnung UH leitet sich ab von der Klassifizierung Utility Helicopter (siehe dazu: Bezeichnungssystem für Luftfahrzeuge der US-Streitkräfte).

### UH-60L Black Hawk

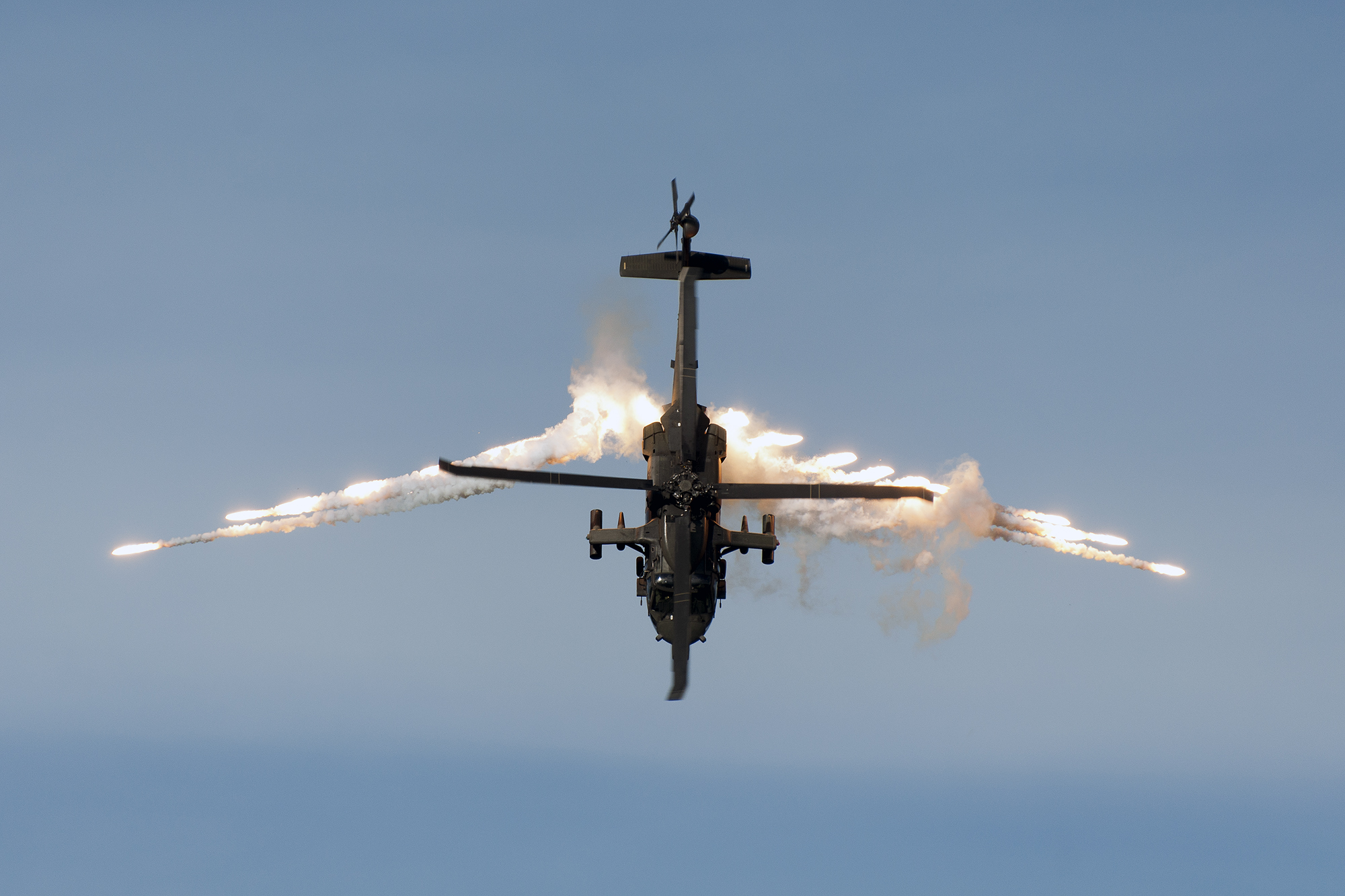
Kolumbianische UH-60L stößt Täuschkörper aus

Die UH-60L entstanden durch Umrüstung von UH-60A. Diese Version erhielt neben neuen um je 220 kW (300 PS) leistungsgesteigerten Triebwerken ein vereinfachtes Zielsystem für Panzerabwehr-Lenkraketen vom Typ AGM-114 Hellfire (nicht serienmäßig). Zusätzlich zu den Raketen kann der Hubschrauber auch Außentanks oder Werfer für ungelenkte Raketen an seinen Pylonen tragen. Der Erstflug fand am 22. März 1988 statt.
- Die Nationalgarde der Vereinigten Staaten bezeichnete diese Version als OH-60L.
- Die UH-60P ist eine ähnliche Version für Südkorea, von der 141 Stück gebaut wurden, davon 138 bei Korean Air Lines.

### UH-60M Black Hawk
Die UH-60M ist eine Weiterentwicklung der UH-60L mit neuen Rotorblättern, T-700-GE-701D-Triebwerken, haltbarerem Getriebe, moderner Avionik mit Glascockpit und einem Leitwerk aus Verbundwerkstoffen. Sie ersetzt die UH-60A und den UH-60L der US Army und als Combat Rescue Helicopter die HH-60G der USAF. Der UH-60M hob am 17. September 2003 zu seinem Erstflug ab, die Lieferung der ersten Serienhubschrauber begann Ende Juli 2006. Die Version „UH-60M Upgrade“ enthält eine Modernisierung des Fly-by-Wire-Systems und ein FADEC für das Triebwerk sowie ein Heck aus Verbundwerkstoffen. Der Erstflug dieser Version war am 29. August 2008.

### UH-60V Black Hawk
Die UH-60V ist eine umgerüstete US-Army-UH-60L, deren analoges Cockpit durch ein digitales ersetzt wurde. Sie entspricht damit im Wesentlichen der Baureihe UH-60M. Der wichtigste Unterschied sind die nicht ersetzten dünneren Rotorblätter des ursprünglichen Bauzustands. Die Auslieferungen begannen im Oktober 2020; 760 Einheiten geplant.

### HH-60W Jolly Green II
Die „Whiskey“-Baureihe ist ein Combat Rescue Helicopter der USAF und Nachfolger der HH-60G. Der Erstflug des Musters fand am 17. Mai 2019 statt. Die USAF plant, bis 2024 sämtliche HH-60G durch 112 HH-60W zu ersetzen. Die Initial Operational Capability soll bis April 2021 erreicht werden.

### UH-60 / S-70 Firehawk

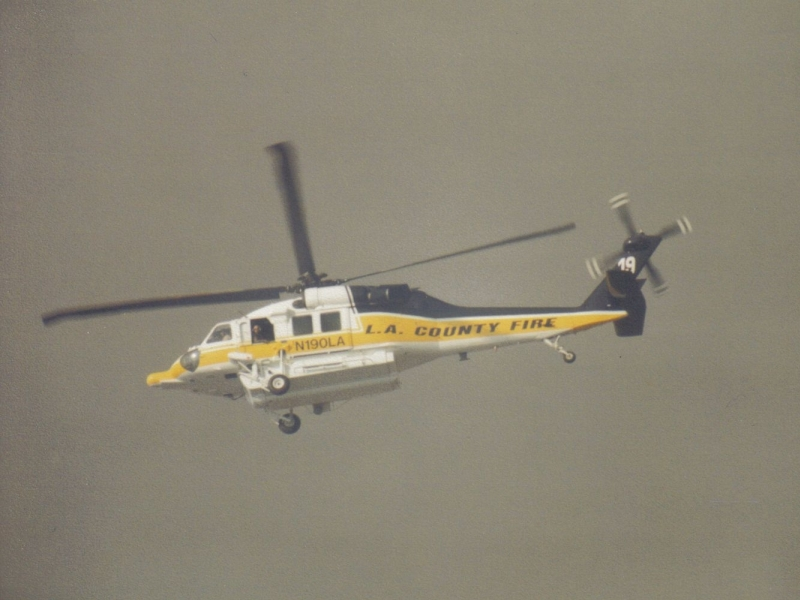
UH-60 Firehawk des L.A. County Fire Departments

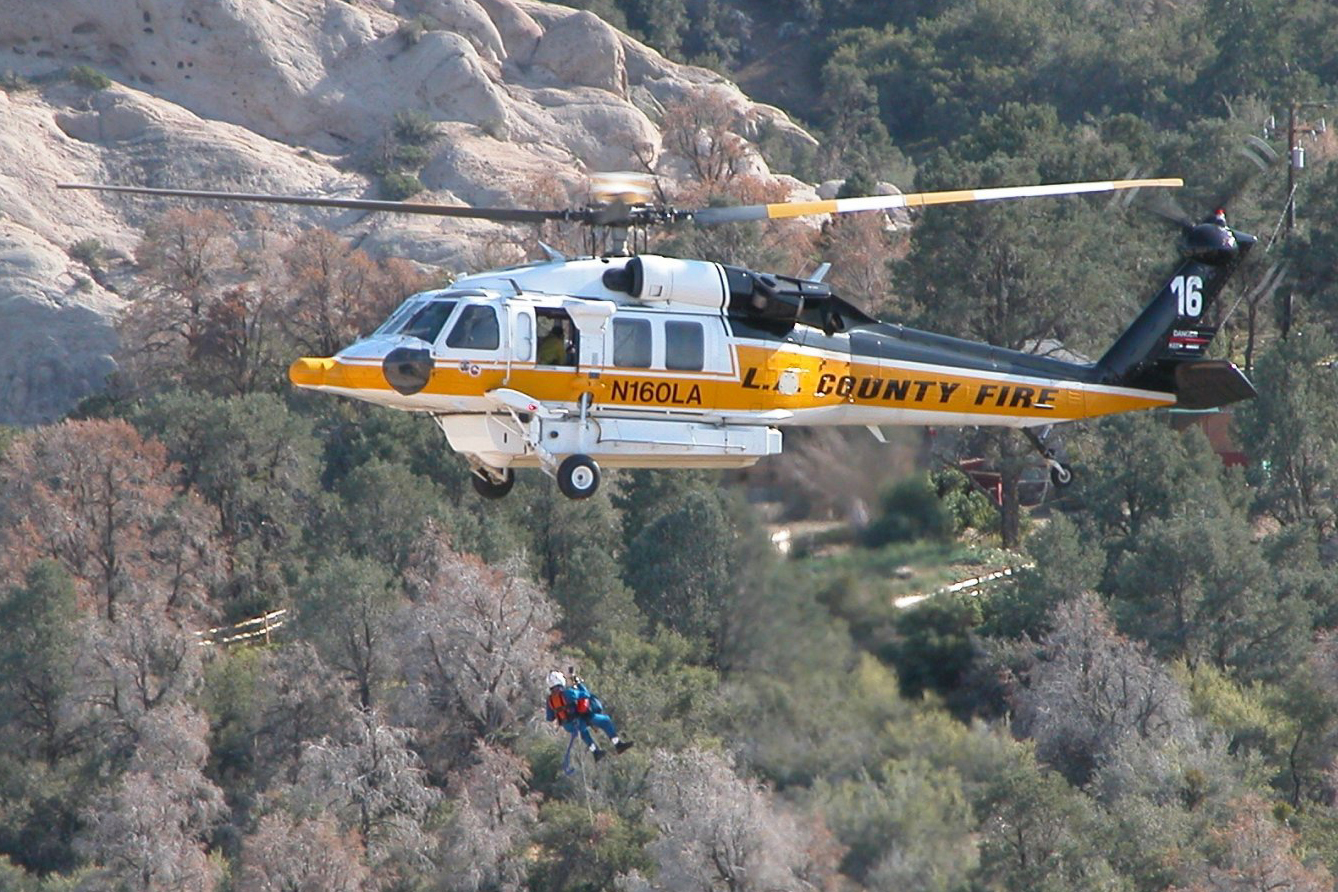
S-70A Firehawk

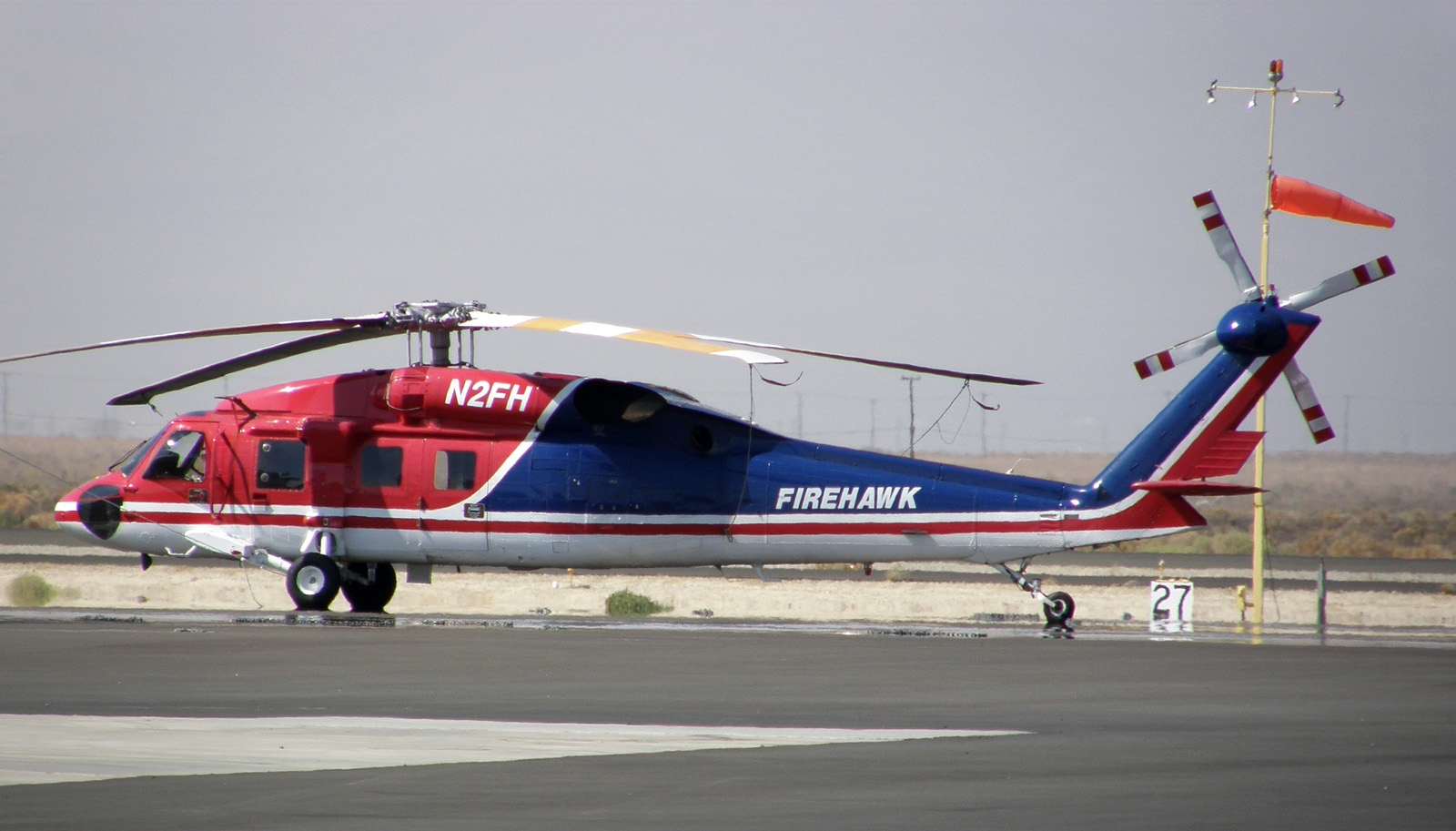
S-70C Firehawk

Die „Firehawk“ ist eine Zivilversion, die in den USA zur Waldbrandbekämpfung eingesetzt wird. Die Maschine hat einen 3800 Liter fassenden Wassertank unter dem Rumpf und darunter einen Schöpfrüssel zum Befüllen. Die Modifikationen für den Wassertank machten ein um 50 cm erhöhtes Fahrwerk erforderlich. Ein Vorteil bei der Brandbekämpfung mit der Firehawk ist neben der Aufnahme von Löschwasser die Möglichkeit, auch ein 13 Mann starkes Feuerwehrteam an der Brandstelle absetzen zu können, wenn der Wassertank nicht voll gefüllt ist.
Firehawk werden auch aus gebrauchten militärischen Versionen technisch überarbeitet (refurbished) und für den neuen Verwendungszweck aus- bzw. umgebaut, so z. B. für das Santa Barbara County Fire Departement ein ehemaliger Blackhawk der Nationalgarde.

### VH-60N White Hawk
Das US Marine Corps setzte die „White Hawk“ als VIP-Helikopter ein, hauptsächlich für Personen wie den US-Präsidenten. Beim Transport des Präsidenten hatten die Flüge das Rufzeichen Marine One.

### VH-60M Black Hawk
Die VH-60M ist eine modifizierte Version der UH-60M für den Transport von Regierungsangehörigen. Sie wird ausschließlich von der A-Kompanie des 12th Aviation Battalion, das auf dem zum Fort Belvoir (Virginia) gehörenden Davison Army Airfield stationiert ist, betrieben. Aufgrund der schwarz-goldenen Lackierung werden die Maschinen auch als Gold Tops bezeichnet.

## Seahawk-Varianten

### HH-60H Seahawk
Die HH-60H ist ein bordgestützter Mehrzweckhubschrauber mit der Zelle der „Sea Hawk“ für Versorgungsflüge, SAR-Einsätze, MedEvac und Einsätze gegen Oberflächenziele. Als Bewaffnungen stehen Hellfire- oder FIM-92-Stinger-Raketen zur Verfügung. Mit der Einführung der MH-60S wird diese Variante von der US Navy nicht mehr verwendet. Der Erstflug der HH-60H fand am 17. August 1988 statt. Die Auslieferung begann ab Juli 1989 und bis Ende 1996 wurden 42 Stück ausgeliefert.

### HH-60J Jayhawk

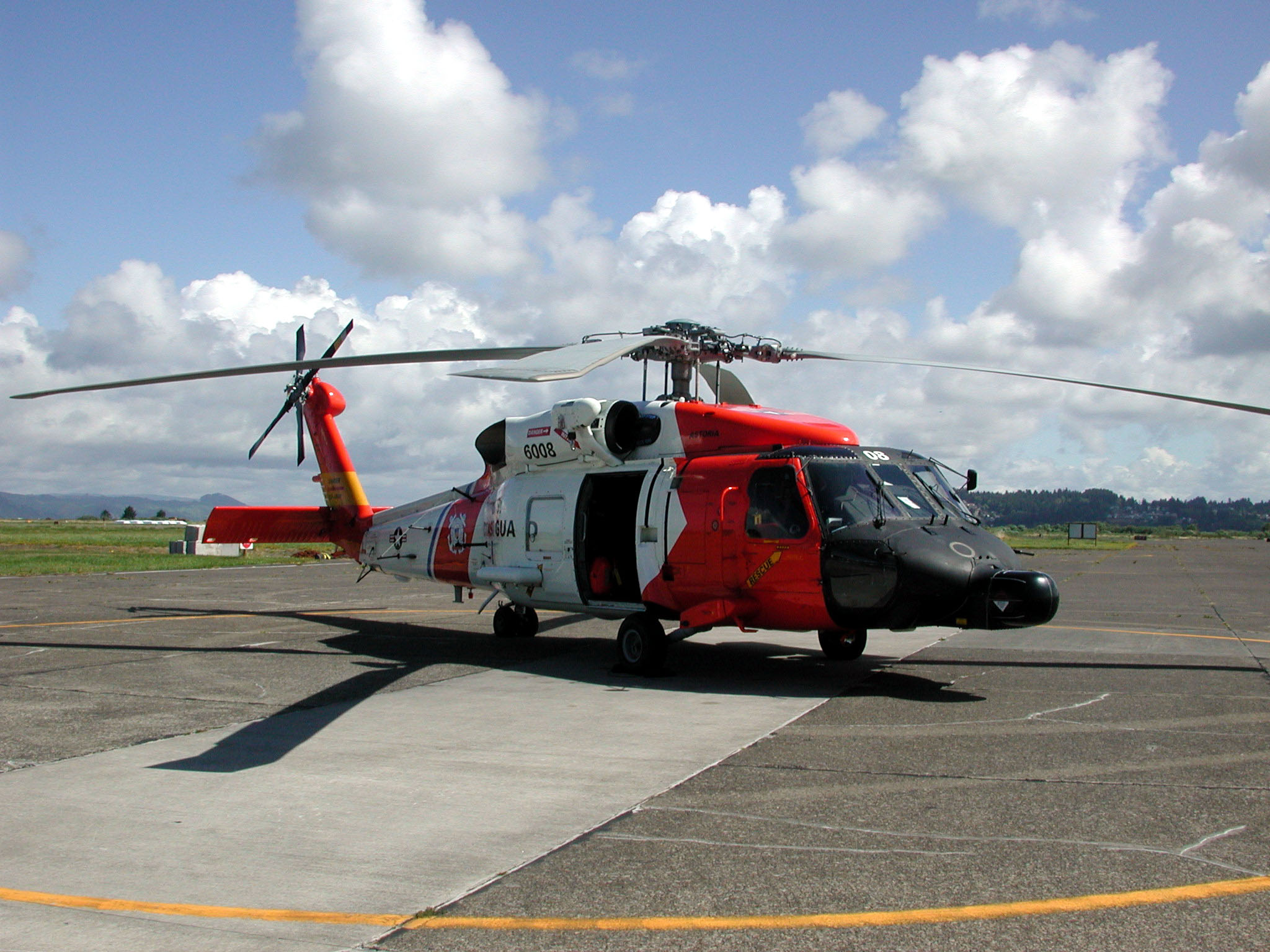
HH-60J Jayhawk

Die Küstenwache der Vereinigten Staaten ließ 1986 als Ersatz ihrer Sikorsky HH-3F „Pelican“ zusammen mit dem HH-60H der USN einen paramilitärischen Marine-Rettungshubschrauber entwickeln. Der Erstflug fand am 8. August 1990 statt. Die USCG betreibt seither eine Flotte von 42 „Jayhawks“. Die Hubschrauber werden für Such- und Rettungsmissionen (engl. Search and Rescue SAR), zur Drogenbekämpfung und zum Gewässerschutz entlang der US-amerikanischen Küsten eingesetzt. Der Einsatz erfolgt entweder von den acht Küstenbasen oder von den ähnlich Fregatten ausgestatteten Küstenwachkuttern. Seit 2007 werden alle auf den Stand der MH-60T modernisiert.

### MH-60T Jayhawk
Im Januar 2007 begann ein Modernisierungsprogramm zur Aufwertung der HH-60J „Jayhawk“ der US-amerikanischen Küstenwache (USCG) mit ähnlichen Verbesserungen wie bei der MH-60R. Zur Ausstattung gehören die stärkeren T700-GE-401-Turbinen, ein Glascockpit mit fünf Mehrzweckbildschirmen, ein Kollisionswarner (TCAS), ein HUD, ein GPS-basiertes Navigationssystem sowie ein Honeywell-Primus-700A-Radargerät. Zur optischen Erfassung von Zielen dient ein Wescam MX-12D. Dies ist ein kugelförmiger Drehturm mit kombiniertem Video- und Wärmebild (FLIR) sowie einem parallelen Laserzielbeleuchter. Die Cockpitavionik ist teilweise mit anderen Luftfahrzeugen der USCG identisch, um die Wartung zu erleichtern. Weiter ist im Rahmen der Zusammenarbeit mit dem Heimatschutz partiell eine Panzerung gegen Pistolen- und Gewehrmunition verbaut. In der Tür kann in einer Lafette ein 7,62-mm-MG M240H oder ein 12,7-mm-Scharfschützengewehr Barrett M107 installiert werden. Die MH-60T „Jayhawk“ haben mit zwei großen 455 Liter fassenden und einem kleinen (ca. 300 Liter fassenden) abwerfbaren Zusatztank eine Reichweite von 1300 km. Bis Ende 2015 sollen alle 42 Hubschrauber aufgerüstet sein, um bis 2027 im Dienst zu bleiben.

### MH-60R Seahawk
Die MH-60R „Seahawk“ ist ein Mehrzweck-Bordhubschrauber und vereint die ASW-Fähigkeiten der SH-60B und der SH-60F mit den Modernisierungen der UH-60M-Linie. Zu Beginn wurde sie noch „Strikehawk“, später jedoch wie der Vorgänger „Seahawk“ genannt. Die US Navy plant, alle SH-60B bis 2015 durch die MH-60R zu ersetzen (insgesamt sollen 298 Stück für 18 Strike Squadrons beschafft werden). Dieser Hubschrauber ist neben den 25 seitlich ausstoßbaren Sonarbojen mit dem neuen AN/AQS-22-Tauchsonar ausgestattet und hat nun das gleiche Glascockpit wie die UH-60M-Variante. Für die Seeraumüberwachung ist unter dem Rumpf ein digital schwenkbares AN/APS-147 von Telephonics und in der Nase ein AN/AQS-44C-FLIR von Raytheon verbaut. Für den Selbstschutz ist das AN/ALQ-210 installiert. Zur Bewaffnung gehören Torpedos, Hellfire-Raketen sowie MG in der Tür. Die Entwicklung begann in den 1990er-Jahren unter der Bezeichnung SH-60R, wobei zuerst geplant war, vorhandene Hubschrauber auf diesen Stand umzubauen. Später entschied man sich jedoch für neu gebaute Maschinen. Die erste aus einer SH-60B umgebaute Maschine startete am 11. Dezember 1998 zum Erstflug, worauf ein weiterer Prototyp und vier Vorserienmaschinen folgten. Das erste Vorserienmodell flog am 9. Juli 2002, der erste neu gebaute Hubschrauber am 28. Juli 2005. Im März 2006 (nachdem die US-Marine die Truppenversuche abgeschlossen hatte) wurde die Serienproduktion freigegeben. Nachdem ab 2006 zuerst eine Trainingsstaffel (HSM-41) die Maschine erhalten hatte, wurde ab Oktober 2007 die erste Einsatzstaffel (HSM-71) ausgerüstet. Aktuell (2014) sind bereits 144 Hubschrauber in Dienst gestellt.
Am 16. Januar 2025 gab die US Navy bekannt, ein MH-60R Seahawk habe erstmals eine fliegende Drohne der Huthi-Milizen abgeschossen.

### MH-60S Seahawk

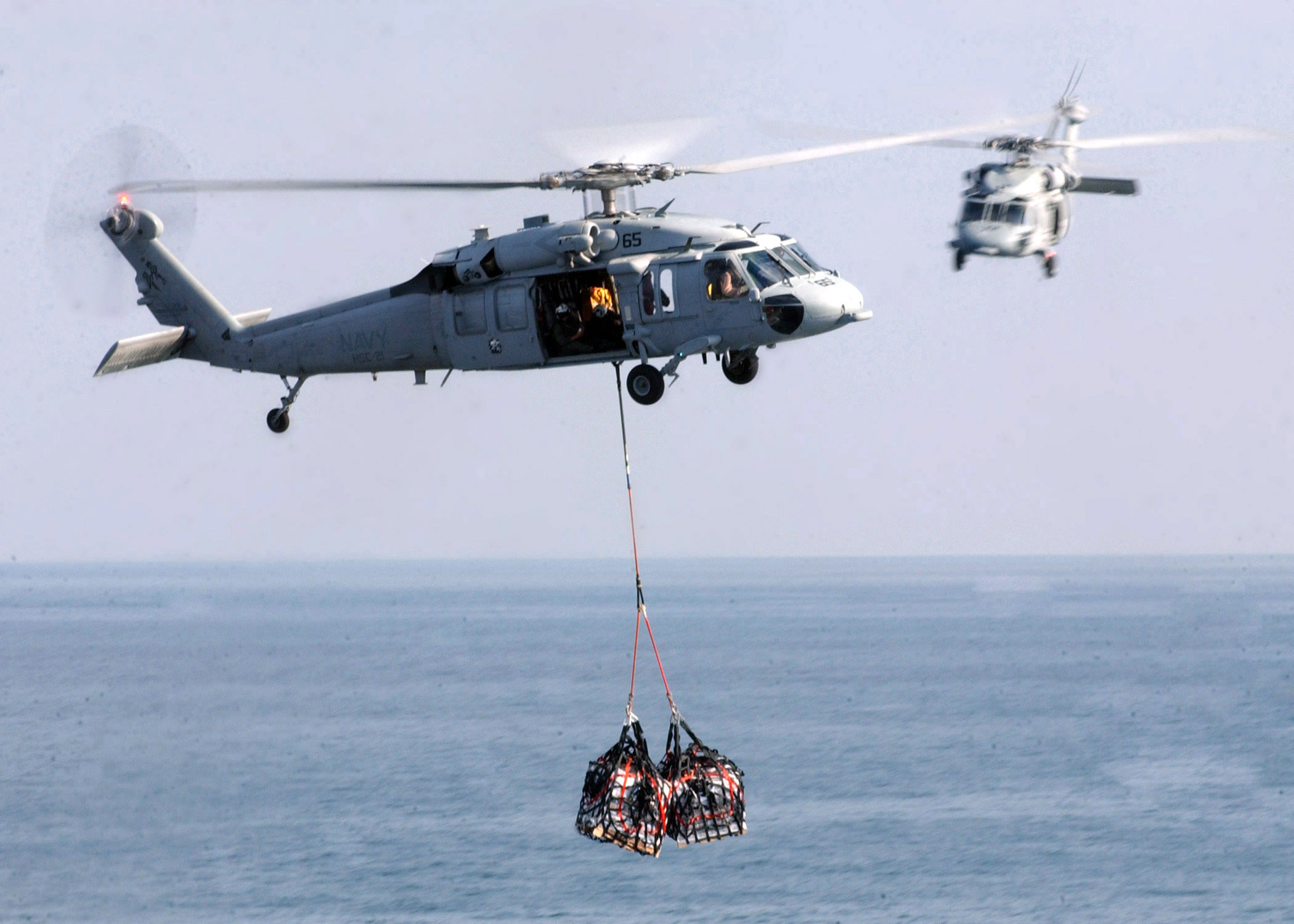
MH-60S Naval Hawk bei Transportarbeiten auf der Tarawa

Die MH-60S kombiniert die Zelle der UH-60 Black Hawk mit der Technik der „Sea Hawk“. Die ursprüngliche Bezeichnung lautete CH-60S; der Erstflug fand am 6. Oktober 1997 statt. Sie ist für die Versorgung von Schiffen, Combat Search and Rescue (CSAR), Minenräumung und Sondereinsätze vorgesehen. Die „Naval Hawk“, bei der Navy unter der Kennung „Sea Hawk“ geführt, wird neben der MH-60R der Allzweckhubschrauber der US Navy und ersetzt die CH-46 „Frog“ sowie die HH-60H auf den Schiffen. Sie steht seit 2002 im Dienst der US Navy und es sind 271 Stück davon geplant.

### SH-60B Seahawk

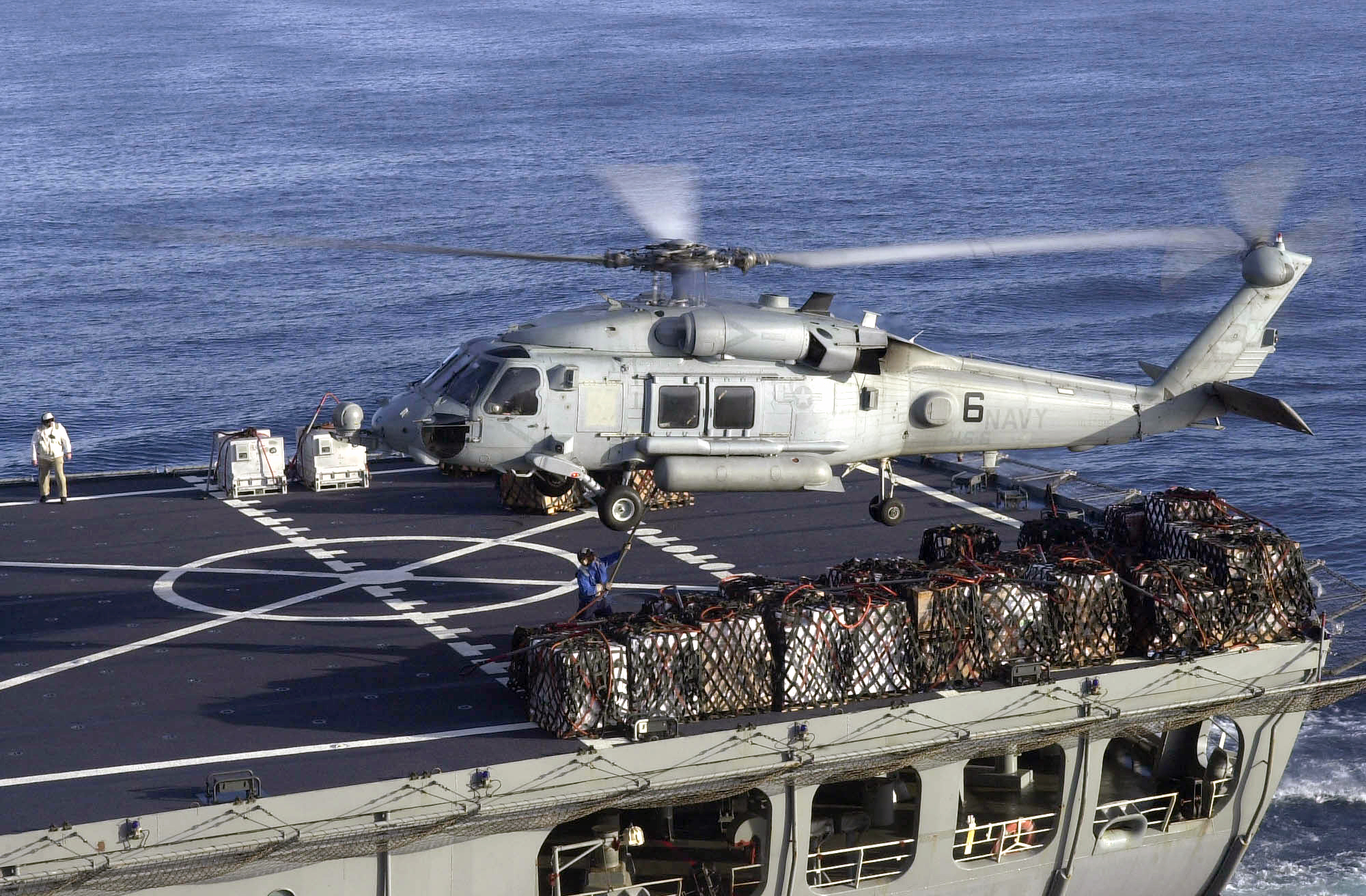
SH-60H Sea Hawk bei Transportarbeiten auf der USNS Walter S. Diehl

Die SH-60B „Seahawk“ wurde als Ersatz der SH-2 „Sea Sprite“ LAMPS in Auftrag gegeben. Dabei war der Pluspunkt, dass ein Großteil der Systeme von der UH-60 übernommen und navalisiert wurde. Dadurch sanken Entwicklungszeit, Kosten und Risiken. Zentral wurde die Luftfahrzeugzelle um das LAMPS-System konzipiert und das Heckfahrwerk nach vorne verlegt, um besser auf Schiffsdecks manövrieren zu können. Als erstes Produktionsmodell der SH-60 wird von der US Navy, der Royal Australian Navy sowie den Marinestreitkräften Japans und Spaniens als Bordhubschrauber für Transportaufgaben und zur Schiffsbekämpfung auf Fregatten, Kreuzern und Zerstörern verwendet. Er trägt in LAMPS-Auslegung ein APS-124-Radar unter der Nase, links unter dem Rumpf einen Werfer für 25 Sonarbojen und einen gezogenen Magnetanomalie-Detektor. Er ist mit Penguin-Antischiffraketen und Torpedos bewaffnet. Zur Verringerung der erforderlichen Stellfläche auf Schiffen hat die Sea Hawk eine automatische Rotor-Falteinrichtung und ein abklappbares Heck. Insgesamt wurden 181 Stück gebaut und bis 1996 ausgeliefert.

### SH-60F Oceanhawk
Die SH-60F „Ocean Hawk“ ist eine Flugzeugträger-basierte Variante der SH-60B. Sie wurde vor allem für die U-Boot-Jagd der US Navy entwickelt, um die alternde SH-3 „Sea King“ zu ersetzen. Sie hat kein Suchradar, ist aber mit einem Tauchsonar AQS-13, FLIR und EloUM ausgestattet. Die Ocean Hawk wird in einer leicht modifizierten Version unter der Bezeichnung S-70C in Taiwan eingesetzt. Griechenland betreibt eine Flotte aus Hybrid-SH-60B/F-Sea Hawk. Im Zuge von Modernisierungsmaßnahmen sollen auch die SH-60 der Navy einander angeglichen und in der MH-60R-Variante mit einem Tauchsonar und einem neuen APS-147-Radar ausgestattet werden. Der Erstflug fand am 19. März 1987 statt. Bis Dezember 1994 wurden 82 Stück ausgeliefert.

### SH-60J Seahawk
Als XSH-60J werden zwei Versuchshubschrauber zum Test von japanischer Avionik bezeichnet, die am 31. August 1987 ihren Erstflug hatten. Die eigentlichen SH-60J sind eine Version für die japanische Marine, deren erste Maschine am 10. Mai 1991 ihren Erstflug hatte. 103 Stück wurden bei Mitsubishi in Lizenz gebaut. Sie werden auch als S-70B-3 bezeichnet.

### SH-60K Seahawk
Die SH-60K (auch als SH-60 Kai bezeichnet) ist eine verbesserte Seahawk-Variante für die japanische Marine mit neuem Rotor aus Verbundwerkstoffen und anderem Profil. Zusätzlich wurde der Rumpf um 33 cm verlängert und neue Avionik verbaut. Der SH-60K startete zu seinem Erstflug am 9. August 2001 und es sollen insgesamt 44 Stück gebaut werden, deren Lieferung im August 2005 begann. Ein als USH-60K bezeichneter Prototyp der SH-60K wird jetzt für Unterstützungsaufgaben verwendet.

### SH-60R Seahawk
SH-60R „Strikehawk“ ist die ursprüngliche Bezeichnung der MH-60R „Seahawk“.

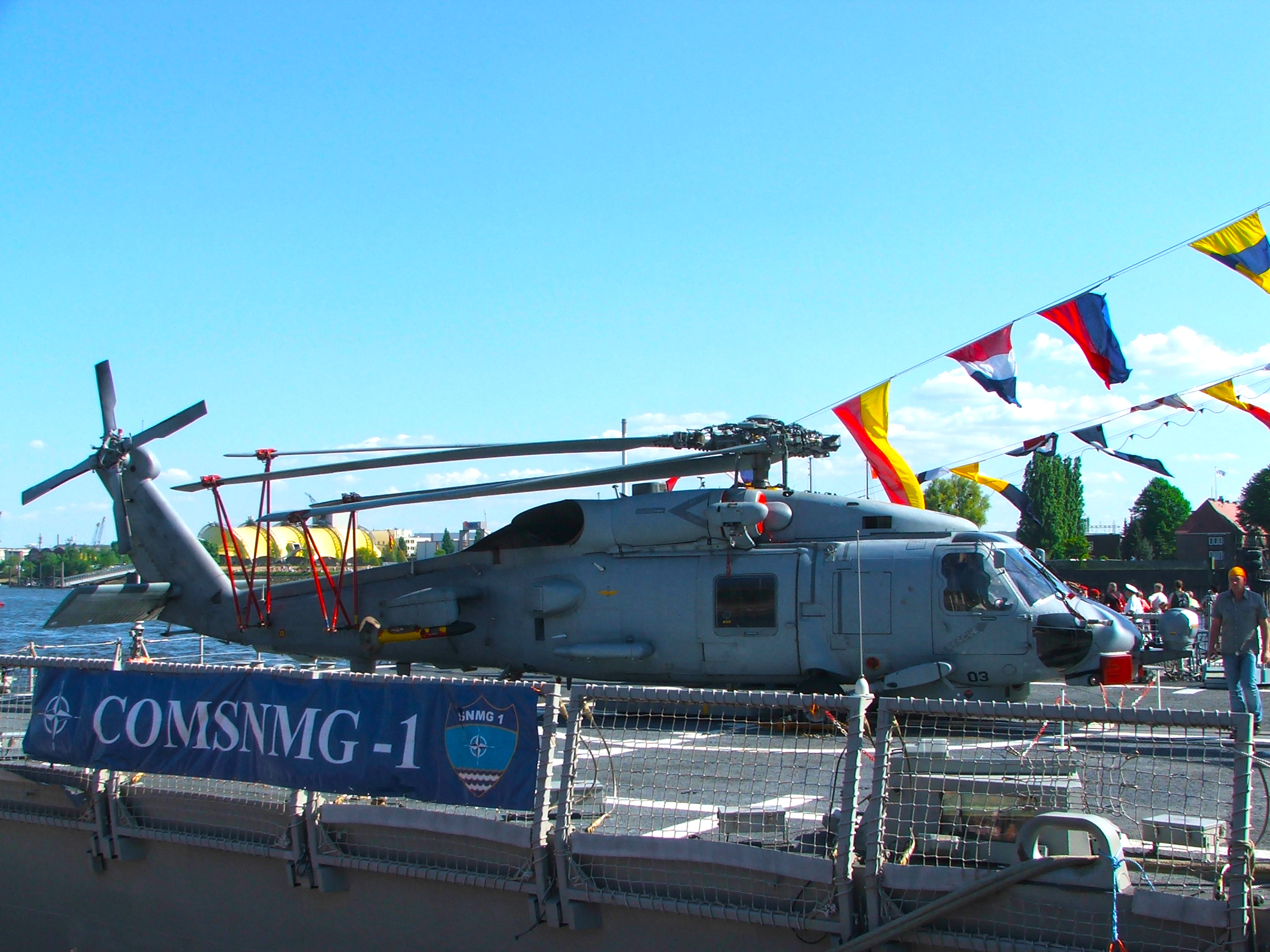
Eine Seahawk mit eingeklappten Rotorblättern auf dem Achterschiff einer Fregatte

### S-70B-1 Seahawk
Die S-70B-1 ist eine Exportvariante der SH-60B für die spanische Marine mit der lokalen Bezeichnung HS.23.

### S-70B-2 Seahawk
Die S-70B-2 ist eine Exportvariante der SH-60B für die Royal Australian Navy, die mit einem Racal-Radar und einer Avionik von Rockwell Collins ausgestattet ist. Sie wird seit 2014 durch 24 MH-60R ersetzt.

### S-70B-6 Aegeanhawk
Die S-70B-6 „Aegan Hawk“ wiederum ist eine Exportvariante der SH-60B für Griechenland. Sie wurde mit Systemen aus SH-60B (Radar) und SH-60F (Tauchsonar) gebaut.

### S-70B-7 Seahawk
Die S-70B-7 ist eine Exportvariante der SH-60B für die Königlich Thailändische Marine.

### S-70B-28 Seahawk
Die S-70B-28 ist eine Exportvariante der SH-60B für die türkische Marine (25 Stück im Dienst, im August 2012 wurden 18 weitere geliefert (mittlerweile wurden am 21. August 2012 17+1 weitere geliefert), eine als Bonus für die Lieferverzögerungen, welche die bei einem Testflug am 11. Januar 2001 abgestürzte mit der gleichen Hecknummer ersetzen wird).

### S-70C(M)-1 Thunderhawk
Die S-70C(M)-1 „Thunderhawk“ ist eine Exportvariante der SH-60B für Taiwan mit Systemen ähnlich der SH-60F.

### S-70L Seahawk
Als S-70L wurde anfänglich eine Navy-Version der SH-60B für das LAMPS-III-Programm bezeichnet.

#### YSH-60B
Als YSH-60B werden die fünf Prototypen für die SH-60B bezeichnet. Der Erstflug der Maschine fand am 12. Dezember 1979 statt. Zwei weitere Hubschrauber werden unter der Bezeichnung NSH-60B in Patuxent River permanent für Testzwecke verwendet.

## Harbin Z-20

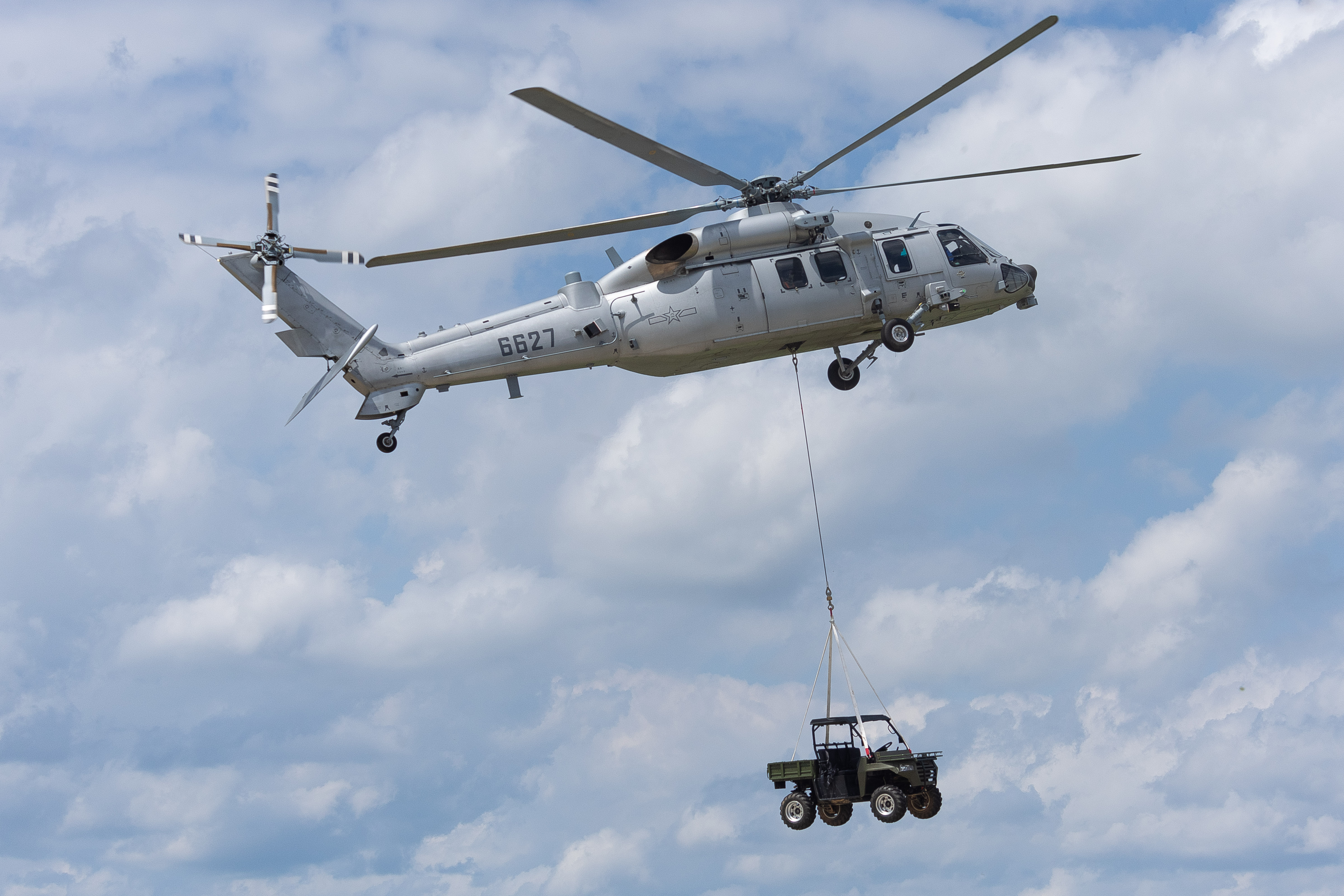
Z-20KA auf der Changchun Airshow 2023

Der Harbin Z-20 „Divine Eagle“ ist eine unlizenzierte Weiterentwicklung des Sikorsky S-70C-2, die China 1984 von den USA erhalten hat, oft wird sie deshalb auch scherzhaft als Copyhawk bezeichnet.

## Technische Daten

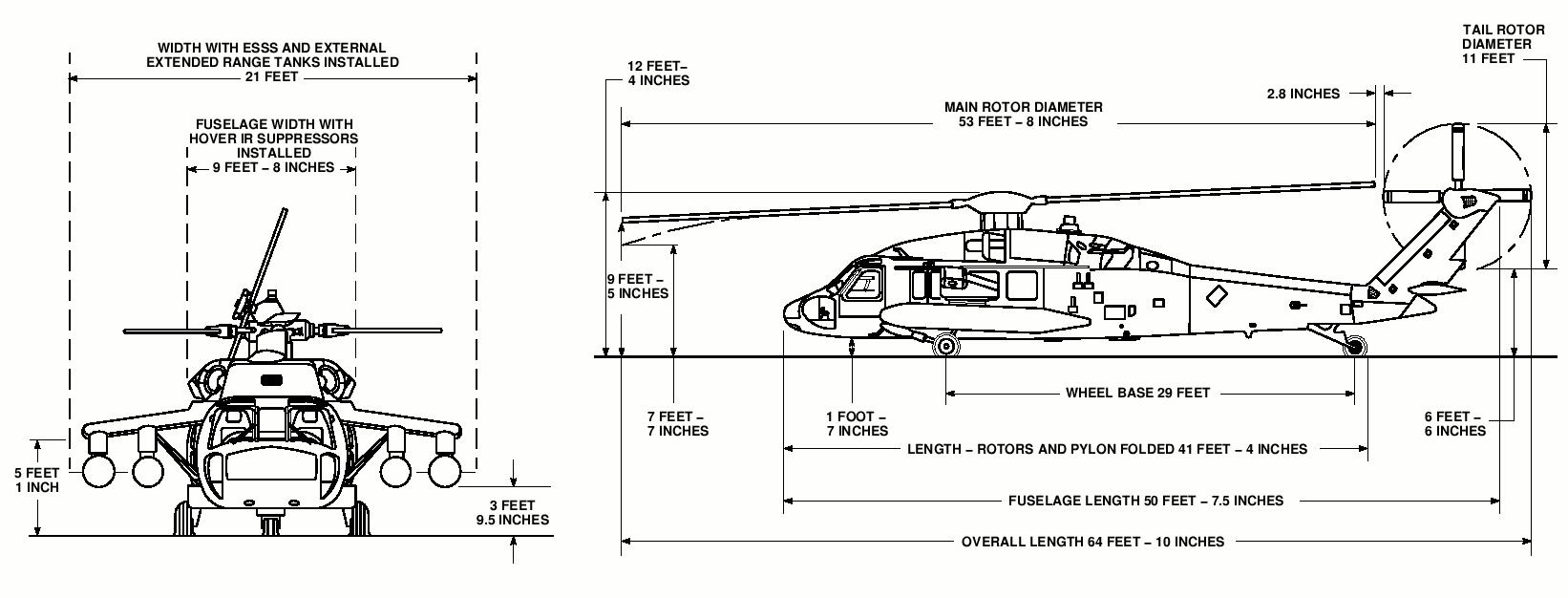
Abmessungen UH-60L

Risszeichnung UH-60A – von oben

Risszeichnung UH-60A – von unten

| Kenngröße                     | Kenngröße                     | Daten der UH-60L                                                                                | Daten der SH-60B                                      | Daten der S-70i                                   |
| ----------------------------- | ----------------------------- | ----------------------------------------------------------------------------------------------- | ----------------------------------------------------- | ------------------------------------------------- |
| Länge                         | Rumpf                         | 15,26 m                                                                                         | 15,26 m                                               | 15,26 m                                           |
| Länge                         | gesamt                        | 19,76 m                                                                                         | 19,76 m                                               | 19,76 m                                           |
| Höhe                          | Rad bis inkl. Rotorkopf       | 03,76 m                                                                                         |                                                       | 03,76 m                                           |
| Höhe                          | über alles                    | 05,33 m                                                                                         | 05,23 m                                               | 05,13 m                                           |
| Durchmesser                   | Hauptrotor                    | 16,36 m                                                                                         | 16,36 m                                               | 16,36 m                                           |
| Durchmesser                   | Heckrotor                     | 03,35 m                                                                                         | 03,35 m                                               | 03,35 m                                           |
| Kabinengröße (L×B×H)          | Kabinengröße (L×B×H)          | 3,25 m × 1,85 m × 1,32 m                                                                        | 3,25 m × 1,85 m × 1,32 m                              | 3,80 m × 2,30 m × 1,30 m                          |
| Leermasse                     | Leermasse                     | 05224 kg                                                                                        | 06412 kg                                              |                                                   |
| max. Startmasse               |                               | 09980 kg                                                                                        | 09925 kg                                              | 09979 kg                                          |
| max. Startmasse               | mit Außenlast                 | 10660 kg                                                                                        |                                                       |                                                   |
| max. Startmasse               | mit Außenlast und Zusatztanks | 11110 kg                                                                                        |                                                       |                                                   |
| max. Außenlast                | max. Außenlast                | 04050 kg (mit Kerosin für 20 min)                                                               |                                                       |                                                   |
| Triebwerk                     | Triebwerk                     | Wellentriebwerk T700-GE-701C von General Electric                                               | Wellentriebwerk T700-GE-401/401C von General Electric | Wellentriebwerk T700-GE-701D von General Electric |
| Leistung                      | Leistung                      | 2× 1244 kW                                                                                      | 2× 1283 kW / 1342 kW                                  | Start: 2× 1487 kW (5 min) max.: 2× 1447 kW (30 s) |
| Hilfstriebwerk                | Hilfstriebwerk                | Turbomach T-62T-40-1 mit 91 PS (67 kW)                                                          |                                                       |                                                   |
| Geschwindigkeit im Marschflug | Geschwindigkeit im Marschflug | 240 km/h                                                                                        |                                                       | 277 km/h                                          |
| max. Geschwindigkeit          | im Horizontalflug             | 296 km/h                                                                                        | 276 km/h                                              |                                                   |
| max. Geschwindigkeit          | vNE                           | 361 km/h                                                                                        |                                                       |                                                   |
| Dienstgipfelhöhe              | Dienstgipfelhöhe              | 5840 m                                                                                          | 4510 m                                                |                                                   |
| max. Steiggeschwindigkeit     | max. Steiggeschwindigkeit     | 11,43 m/s                                                                                       | 10,16 m/s                                             |                                                   |
| max. Schwebe- flughöhe        | im Bodeneffekt                | 5550 m                                                                                          |                                                       |                                                   |
| max. Schwebe- flughöhe        | ohne Bodeneffekt              | 4400 m                                                                                          | 1160 m                                                |                                                   |
| Treibstoffverbrauch           | Treibstoffverbrauch           | durchschnittlich 10,5 l/min                                                                     |                                                       |                                                   |
| Reichweite (Flugdauer)        | ohne Zusatztanks              | 1361 l: 550 km (130 min)                                                                        |                                                       | 459 km (ohne Reserve)                             |
| Reichweite (Flugdauer)        | mit Zusatztanks               | 2× 870 l: 1185 km (290 min) 4× 870 l: 1759 km (460 min) 2× 870 l + 2× 1703 l: 2037 km (620 min) |                                                       |                                                   |
| Betriebstemperaturen          | Betriebstemperaturen          | −55 °C bis +51 °C                                                                               |                                                       |                                                   |

Alle Angaben bei Normatmosphäre.

## Bewaffnung

### Bewaffnung Blackhawk-Varianten
Waffenzuladung von 4000 kg an zwei ESSS-Stummelflügeln (External Stores Support System) mit vier Außenlaststationen
- Luft-Luft-Lenkflugkörper
  - 2 × ATAS-(Air To Air Stinger)-Doppel-Lenkwaffenwerfer für je 2 × Raytheon AIM-92 „Stinger“ RMP Block I – infrarotgesteuert für Kurzstrecken
- Luft-Boden-Lenkflugkörper (Panzerabwehr-Lenkflugkörper)
  - 4 × M299-Lenkwaffen-Aufhängungen für je 4 × Boeing Corp/Martin Marietta AGM-114F/N „Hellfire“ – lasergesteuert
  - 4 × M299-Lenkwaffen-Aufhängungen für je 4 × Lockheed Martin AGM-179 „JAGM“ – laser- bzw. radargesteuerten Panzerabwehrlenkwaffen
- Ungelenkte Luft-Boden-Raketen
  - 4 × LAU-261-Raketen-Rohrstartbehälter für je 19 × ungelenkte Hydra-Luft-Boden-Raketen; Kaliber 70 mm / 2,75 inch
  - 4 × LAU-260-Raketen-Rohrstartbehälter für je 7 × ungelenkte Hydra-Luft-Boden-Raketen; Kaliber 70 mm / 2,75 inch
  - 4 × TBA 68-12C-Raketen-Rohrstartbehälter für je 12 × ungelenkte SNEB-Luft-Boden-Raketen; Kaliber 68 mm
  - 4 × TBA 68-22C-Raketen-Rohrstartbehälter für je 22 × ungelenkte SNEB-Luft-Boden-Raketen; Kaliber 68 mm
- Externe Behälter
  - 2 × PMGS-MK-Behälter mit je einer 30-mm-Maschinenkanone M230LF mit 660 Schuss Munition (nur an MH-60L/AH-60DAP)
  - 4 × abwerfbare Zusatz-Treibstofftanks mit 870 Litern (230 US gal) Kerosin
  - 2 × abwerfbare Zusatz-Treibstofftanks mit 1700 Litern (450 US gal) Kerosin

Beweglich installierte Bewaffnung in seitlichen Fenstern für Bordschützen:
- 2 × M144-Kugellafette mit je einem 7,62-mm-Maschinengewehr U.S. Ordnance M60D mit 200 Schuss Munition
- 2 × M144-Kugellafette mit je einem 7,62-mm-Maschinengewehr FN Manufacturing M240H mit 200 Schuss Munition
- 2 × M144-Kugellafette mit je einem 7,62-mm-Gatling-Maschinengewehr GAU-2B/A „Minigun“ mit 600 Schuss Munition
- 2 × M144-Kugellafette mit je einem 12,7-mm-Gatling-Maschinengewehr GAU-19 mit 1000 Schuss Munition

### Bewaffnung Seahawk-Varianten
Waffenzuladung von 4000 kg an zwei Stummelflügeln mit vier Außenlaststationen
- Torpedos
  - 3 × Raytheon Mk.54-MAKO-Leichtgewichtstorpedo (Kaliber 325 mm)
  - 3 × Alliant Techsystems Mk.46-Leichtgewichtstorpedo (Kaliber 325 mm)
- Luft-Boden-Lenkflugkörper
  - 4 × M299-Lenkwaffen-Aufhängungen für je 4 × Boeing Corp/Martin Marietta AGM-114F/N „Hellfire“ – lasergesteuert
  - 2 × Kongsberg AGM-119B „Penguin Mk.2“ (Mk. 2 Mod 7)
- Ungelenkte Luft-Boden-Raketen
  - 4 × LAU-261-Raketen-Rohrstartbehälter für je 19 × lasergelenkte APKWS-Luft-Boden-Raketen; Kaliber 70 mm / 2,75 inch
- Externe Behälter
  - 2 × abwerfbare Zusatz-Treibstofftanks mit 750 Litern (200 US gal) Kerosin
  - 3 × abwerfbare Zusatz-Treibstofftanks mit 455 Litern (120 US gal) Kerosin

Beweglich installierte Rohrbewaffnung in seitlichen Fenstern für Bordschützen
- 2 × M144-Kugellafette mit je einem 7,62-mm-Maschinengewehr FN Manufacturing M240D mit 200 Schuss Munition
- 2 × M144-Kugellafette mit je einem 12,7-mm-Maschinengewehr GAU-19 (M2) mit 110 Schuss Munition

## Selbstschutzsysteme
Aktive Selbstschutzsysteme:
- 2 × Tracor M130-Täuschkörperwerfer mit 30 Täuschkörpern (36 mm Breite wie beispielsweise M-1- oder M-206-Hitzefackeln) in Blackhawk-Varianten
- 2 × BAE Systems AN/ALE-39-Täuschkörperwerfer mit je 30 Täuschkörpern (36 mm oder 147 mm Breite, beispielsweise RR-129-Düppel-Patronen oder MJU-8/B-Hitzefackeln). Im Heck ist beidseitig je ein Täuschkörperwerfer installiert.

Passive Selbstschutzsysteme:
- 1 × BAE Systems AN/ALQ-144(V)6 „disco light“ – Infrarot-Lenkwaffenstörsystem (infra-red guided missile countermeasure devices, IRCM)
- 2 × HIRSS-Abgaskühldiffusoren (Hover IR Suppression System oder Infrarotunterdrückungs-Abgasluftkühler im Triebwerksauslass)
- selbstabdichtende absturzsichere Treibstofftanks im Rumpf
- 4 × AN/APR-39AV(2)-Radarwarnsensoren
- 4 × ATK AN/AAR-47V(2)-Lenkwaffenwarner

## Rezeption
Bekannt wurde der Black Hawk unter anderem durch den Film Black Hawk Down von Ridley Scott aus dem Jahr 2001, der auf einer wahren Begebenheit in Somalia basiert. 1993 wurden in der Schlacht von Mogadischu zwei MH-60 mit Panzerabwehrgranaten abgeschossen, was in der Folge zu blutigen Straßenkämpfen zwischen tausenden somalischen Milizionären und 99 verschanzten US Army Rangers und Soldaten der Delta Force führte. Zu der Zeit war die teils geheime Variante MH-60 im Einsatz, und beide Hubschrauber mussten, da weder technisch noch taktisch eine praktikable Chance auf Bergung bestand, gesprengt werden.
Des Weiteren trat der Black Hawk in der Version „HH-60G Pave Hawk“ im Film Act of Valor von Mike McCoy und Scott Waugh aus dem Jahr 2012, in der er als Transportmittel und luftgestützte Absicherung des Einsatzgebietes auf. Dort war er mit dem Maschinengewehr M240H auf einer M144-Kugellafette ausgestattet.

## Militärische Nutzer

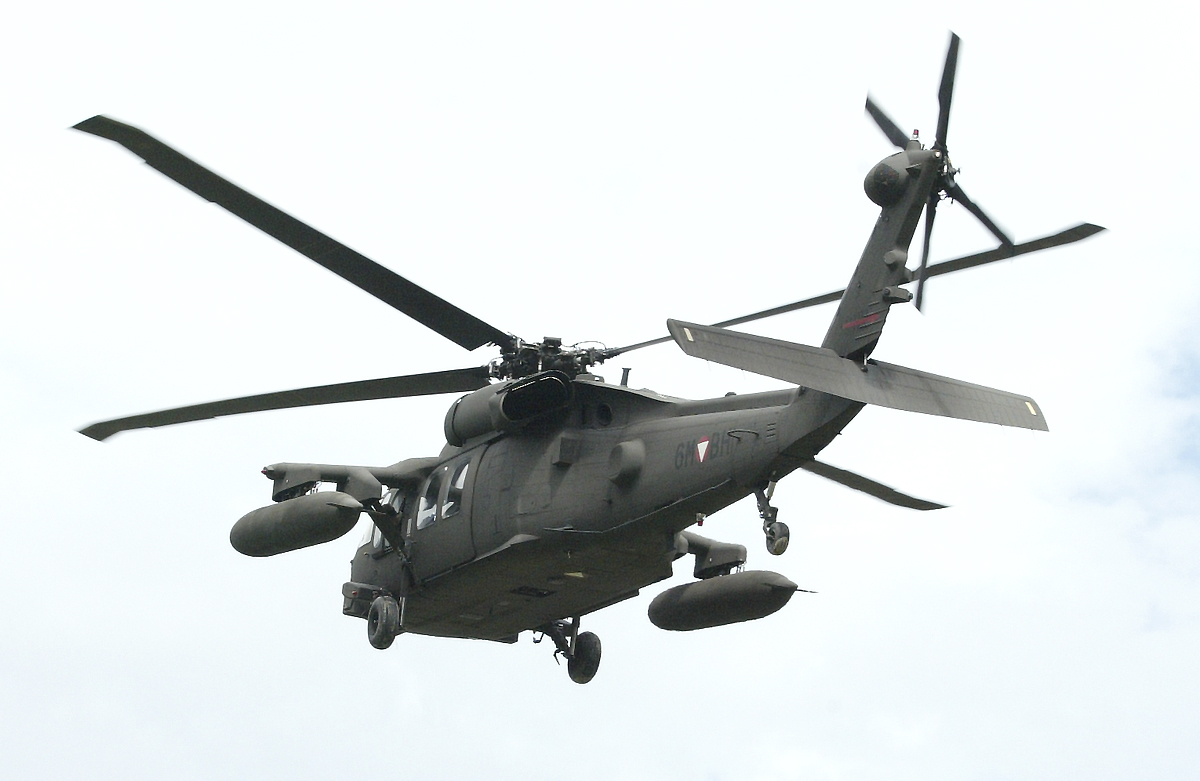
S-70 des österreichischen Bundesheeres mit Außentanks

Neben den Streitkräften setzen verschiedene Nationen S-70/UH-60 durch ihre nationalen Polizeibehörden ein, diese sind hier ggf. mit aufgeführt.
 Albanien
Albanische Luftwaffe: 2 UH-60A (gebrauchte ehemalige US Army Exemplare, es sollen bis zirka 2030 insgesamt 6 Exemplare beschafft werden)
 Afghanistan
Afghanische Luftstreitkräfte: 159 UH-60A (Zulauf geplant ab Herbst 2017, grundüberholte Ex-US-Army-Exemplare). Im August 2024 zeigten die Taliban bei einer Parade am Flugplatz Bagram drei UH-60.
 Ägypten
Ägyptische Luftstreitkräfte: 8 S-70
 Australien
Australian Army: 40 UH-60M (Zulauf seit 2023)
Royal Australian Navy: 40, 16 S-70B-2, 24 MH-60R (letztere geliefert von Dezember 2013 bis August 2016 als Ersatz der ersteren)
 Argentinien
Fuerza Aérea Argentina: 1 S-1-70A-30 VIP
 Bahrain
Royal Bahraini Air Force: 20, 2 UH-60L, 18 UH-60M
 Brasilien
Força Aérea Brasileira: 16 UH-60L
Exército Brasileiro: 19, 4 S-70A-36, 15 UH-60M (3 bestellt 2014, 12 bestellt 2024)
Marinha: 6 S-70B/SH-60B (Zulauf 2012 bis 2015)
 Brunei
Tentera Udara Diraja Brunei: 16, 4 S-70A, 12 S-70i bestellt plus 10 Optionen (Zulauf Dezember 2013 bis 2015)
 Chile
Fuerza Aérea de Chile: 13, 1 S-70A (UH-60L), 12 MH-60M (S-70i) (6 in Auslieferung 2018 und 6 weitere geplant)
 China
PLAAF 24 Sikorsky S-70C-2 (1984); seit 2019 Harbin Z-20 im Zulauf
 Dänemark
Dänische Luftstreitkräfte: 9 MH-60R (Zulauf 2016 bis 2018)
 Griechenland
Griechisches Heer: 35 UH-60M (2024 bestellt)
Griechische Marine: 18 3 S-70B, 8 S-70B-6, 7 MH-60R (2020 bestellt)
 /  Hongkong
Royal Hong Kong Auxiliary Air Force (RHKAAF) / Government Flying Service (GFS): 6 S-70A-27, zunächst 2 beim RHKAAF danach 4 weitere S-70A-27 beim GFS (bis 1993 2 bereits bei der RHKAAF – Auflösung 1993 –, danach 4 bei GFS – Nachfolgeorganisation der RHKAAF in Hongkong – Nutzung bis 2002)
 Indien
Indian Navy: 24 MH-60R (Zulauf seit 2022)
 Indonesien
Tentara Nasional Indonesia Angkatan Darat (Landstreitkräfte): 22 S-70M (Bestellung 2023)
 Israel
Israelische Luftstreitkräfte: 49, 10 UH-60A (ex US Army), 15 S-70A-50, 24 S-70A-55 (UH-60L)
 Japan
Luftselbstverteidigungsstreitkräfte: 54 UH-60J
Bodenselbstverteidigungsstreitkräfte: 29 UH-60JA
Meeresselbstverteidigungsstreitkräfte: 175 SH/UH-60J/K (19 UH-60J, 103 SH-60J, 53 SH-60K)
 Jordanien
Jordanische Luftstreitkräfte: 36, 3 S-70A-11, 3 S-70i, 8 UH-60A, 8 UH-60L, 14 UH-60M
 Katar
Qatar Emiri Air Force: 22, 10 MH-60R, 12 MH-60S (Kaufabsicht vom Juni 2012)
 Kolumbien
Ejército Nacional de Colombia: 60, 32 UH-60A/L, 21 S-70A-41 und 7 S-70i Halcón, letztere für das Spezialeinheiten-Flieger-Bataillon in Fort Tolemaida
Fuerza Aérea Colombiana: 30, 15 UH-60L Arpía I//II, 11 AH-60L Arpía III/IV, 3 MH-60L Ángel, 1 UH-60A VIP
Policia de Colombia (Polnal): 33 UH-60A (11 UH-60L, 10 UH-60A, 12 UH-60A+, von Kolumbien in mehreren Tranchen gebraucht übernommen aus US-Army-Beständen)
 Kroatien
Kroatische Luftstreitkräfte und Luftabwehr: 12 UH-60M
 Lettland
Lettische Luftstreitkräfte: 4 UH-60M (Auslieferung seit 2022)
 Litauen
Litauische Luftstreitkräfte: 4 UH-60M (bestellt 2020)
 Malaysia
Malaysische Luftstreitkräfte: 10, 2 S-70A-34 (früher mit VIP-Ausstattung), 4 S-70A (ehemalige Exemplare Bruneis), 4 UH-60+ (Bestellung 2023)
 Marokko
Gendarmerie: 2 S-70A-26
 Mexiko
Fuerza Aérea Mexicana: 24, 6 S-70A-24/UH-60L, 18 UH-60M (letztere bestellt 2014)
Armada de México: 18, 10 UH-60M, 8 MH-60R (letztere bestellt 2018)
Policía Federal: 13, 7 UH-60L, 6 UH-60M (plus eine weitere zivil registrierte S-70i der Polizei Jalisco)
2016 wurden sieben weitere UH-60M bestellt.
 Norwegen
Luftforsvaret: 6 MH-60R (Zulauf 2025 bis 2027)
 Österreich
Bundesheer: 24, 9 S-70A-42 (seit 2002), 3 UH-60L (ex-jordanische Exemplare, seit 2021), 12 UH-60M (Auslieferung ab 2028)
 Peru
Policía Nacional del Perú: 9 UH-60A+ (gebrauchte Exemplare, seit 2024)
 Polen
Polizei: 5 S-70i (Auslieferung 2018–2024)
Polnische Spezialkräfte: 8 S-70i (Auslieferung 2019 bis 2024)
 Philippinen
Philippine Air Force: 50, 2 S-70A-5 VIP (1 abgestürzt), 48 S-70i (Auslieferung seit 2020, 1 abgestürzt)
 Portugal
Força Aérea Portuguesa: 9, 6 UH-60A Firehawk, 3 UH-60L Firehawk (Bestellung 2022, ehemalige gebrauchte Exemplare der US Army, umgerüstet durch Arista Aviation Services)
Exército Português: 5, UH-60 (Bestellung 2025 angekündigt, vermutlich gebrauchte Exemplare der US Army)
 Rumänien
SMURD: 7 S-70i (Auslieferung seit 2023)
 Saudi-Arabien
Royal Guard: 8 UH-60M
Royal Saudi Land Forces: 30 21 S-70A-1/L (UH-60A und UH-60L Standard), 9 UH-60M
Royal Saudi Navy: 10 MH-60R Seahawk bestellt
Saudi Air National Guard: 139, 64 UH-60M, 75 HH-60M
 Schweden
Schwedische Luftstreitkräfte: 15 15 UH-60M (Zulauf 2012), 12 UH-60M (Bestellung 2024)
 Singapur
Republic of Singapore Air Force: 8 S-70B (inkl. 2 im Jahr 2013 für Lieferung 2016 nachbestellter)
 Slowakei
Luftwaffe der Slowakischen Republik: 23, 9 UH-60M (Auslieferung 2017 bis 2020), 2 UH-60M (Auslieferung 2025), 12 UH-60 (gebrauchte US Army Exemplare, Absichtserklärung 2024)
 Spanien
Armada Española: 28, 12 S-70B1, 8 SH-60F (letztere in Auslieferung bis 2023), 8 MH-60R (Auslieferung ab 2025)
 Südkorea
Südkoreanische Luftwaffe: 25, 8 VH-60P, 17 HH-60P
Südkoreanisches Heer: 140 S-70A-18 (UH-60P)
Südkoreanische Marine: 22 10 S-70A-18, 12 MH-60R (Auslieferung seit 2025)
 Taiwan
Luftstreitkräfte der Republik China: 17, 3 S-70C-1 VIP, 10 S-70C-1A, 4 S-70C-6 (1 abgestürzt)
Heeresflieger: 60 UH-60M (Zulauf seit Ende 2014)
Marineflieger: 20 S-70C(M)-1/2
 Thailand
Royal Thai Army: 15, 3 grundüberholte UH-60A, 9 UH-60L, 3 UH-60M
Royal Thai Navy: 8, 6 S-70B-7 und 2 MH-60S
4 UH-60M 2012 nachbestellt;
 Tunesien
Tunesische Luftstreitkräfte: 16 UH-60M Battle Hawk
 Türkei
225, 98 S-70 Blackhawk, 18 S-70B-28 Seahawk im Zulauf, 109 T-70 Blackhawk im Zulauf, die wie folgt verteilt werden sollen.
Landstreitkräfte: 20 T-70
Seestreitkräfte: 30 S-70B-28
Luftstreitkräfte: 6 T-70
Spezialkräftekommando: 11 T-70
Gendarmerie: 30 T-70
Nachrichtendienst (Elektronik-Systemkommando): 2 T-70
Nationale Polizei (Sicherheits-Generaldirektorat): 20 T-70
Forst- und Wasserministerium: 20 T-70
 Ukraine
HUR (Militärnachrichtendienst der Ukraine): 2 UH-60A
 Vereinigte Arabische Emirate
UAE Air Force: 25, 13 UH-60L, 12 UH-60M
 Vereinigte Staaten
United States Air Force: 112 HH-60G Pave Hawk
United States Army: über 2.000, u. a. 1.375 UH-60M, 760 UH-60V (Zielgröße Stand 2020)
United States Marine Corps: 9 VH-60N White Hawk
United States Navy: >300, 181 SH-60B Seahawk, 76 SH-60F Oceanhawk, 42 HH-60H Rescue Hawk, MH-60R Seahawk, MH-60S Knighthawk
United States Coast Guard: 45 MH-60T Jayhawk

## Zwischenfälle
- Am 29. März 2023, nachts um etwa 22:00 Uhr Ortszeit (30. März 2023, 5 Uhr morgens mitteleuropäische Sommerzeit – MESZ) kollidierten im Trigg County, westlich des Stützpunkts Fort Campbell, Kentucky, USA bei einem Routinetraining zwei „HH-60 Blackhawk“ der US Army miteinander und stürzten ab. Bei dem Unglück starben neun Menschen.[95][96]
- Am 6. April 2023, Nachmittag gegen 15:56 Uhr Ortszeit (6. April 2023, 8:56 Uhr morgens mitteleuropäische Sommerzeit – MESZ), verschwand eine japanische UH-60JA vom Fluggeschwader der 8th Air Wing der Bodenselbstverteidigungsstreitkräfte (englisch Ground Self-Defense Force, GSDF) mit zehn Soldaten an Bord vom Radar. Von den Verunglückten fehlte danach jede Spur. Der Helikopter startete vom Mikyako Airport von der Militärbasis auf der südjapanischen Insel Miyako-jima in der Präfektur Okinawa aus. Er war unterwegs auf einer Routineaufklärungsmission und verschwand etwa zehn Minuten nach dem Abflug vom Radar nordwestlich zwischen den Inseln Miyako-jima und Irabu-jima in einem Seegebiet 1.800 Kilometer südwestlich von Tokio. Am 7. April wurden Wrackteile, eine Tür des Helikopters sowie ein ungenutztes Rettungsboot auf offener See gefunden. Der Helikopter stammt ursprünglich von der Heimatbasis in Kumamoto auf der Hauptinsel Kyūshū.[97][98][99] Von den zehn vermissten Personen konnten bis zum 16. April fünf Tote geborgen und identifiziert werden. Ein Leichnam verblieb im 350 Fuß (ca. 106 Meter) Tiefe im schwer zugänglichen Wrackteil des Helikopters.[100] Vier der zehn verunglückten Personen an Bord des Hubschraubers gelten weiterhin als vermisst. Am 21. April stellten die japanische Küstenwache die ununterbrochene Suchmission nach den Vermissten offiziell ein.[101] Am 2. Mai konnten weitere Wrackteile des Helikopterrumpfes samt Flugdatenschreiber geborgen und zur Untersuchung an Land gebracht werden. Bei dem Unglück starben alle zehn Personen des Flugs.[102]
- Am 29. Januar 2025 kollidierte eine Bombardier CRJ701ER (N709PS) auf dem von den PSA Airlines durchgeführter Linienflug 5342 der American Airlines beim Landeanflug auf den Ronald Reagan Washington National Airport (DCA) mit einer Sikorsky UH-60L Black Hawk (00-26860) der United States Army und stürzte mit diesem in den Potomac River. Alle 64 Insassen der CRJ700 und alle drei Insassen der UH-60 kamen dabei ums Leben (siehe auch American-Airlines-Flug 5342).[103][104]